# Almacenamiento de energía en aire comprimido
Almacenamiento de energía de aire comprimido (CAES, por sus siglas en inglés) es una tecnología que permite almacenar energía generada en un momento determinado para su uso en otro momento, utilizando aire comprimido. A gran escala, los sistemas CAES aprovechan los períodos de baja demanda de energía (fuera de las horas punta) para almacenar energía, la cual luego se libera durante los períodos de alta demanda (carga máxima). Los sistemas a pequeña escala se han utilizado en aplicaciones como la propulsión de locomotoras de mina. En los sistemas a gran escala, es crucial conservar la energía térmica asociada con el aire comprimido, ya que la disipación de calor puede reducir significativamente la eficiencia energética del proceso de almacenamiento.

## Tipos
La compresión de aire crea calor; el aire es más caliente después de la compresión. La expansión requiere calor. Si no se añade más calor, el aire será mucho más frío después de la expansión. Si el calor generado durante la compresión puede ser almacenado y utilizado durante expansión, la eficacia del almacenamiento mejora considerablemente. Hay tres maneras en qué un sistema CAES puede lidiar con el calor. El almacenamiento de aire puede ser adiabático, diabático, o isotérmico.

### Adiabático
El almacenamiento adiabático continúa para mantener el calor producido por la compresión y la devuelve al aire cuando se expande el aire para generar energía. Este es un tema de estudio en curso, sin plantas a escala de utilidad a partir de 2015, pero un ADELE proyecto alemán tiene previsto llevar una planta de demostración (360 megavatios de capacidad de almacenamiento) en el servicio en 2016.
La eficiencia teórica de almacenamiento adiabática se aproxima a 100% con un aislamiento perfecto, pero en la práctica la eficiencia de ida y vuelta se espera que sea del 70%.[4] El calor puede ser almacenado en un sólido como el hormigón o piedra, o más probablemente en un líquido como el aceite caliente (hasta 300 °C) o soluciones de sales fundidas (600 °C).

### Diabático
Almacenamiento diabático disipa mucho del calor de la compresión con intercambiadores (aproximándose así a compresión isoterma) a la atmósfera en forma de desechos; esencialmente, perdiendo, así, la energía renovable usada para realizar el trabajo de compresión. Tras la retirada, la temperatura del aire comprimido es el único indicador de la cantidad de energía almacenada que permanece en el aire. El calentamiento puede realizarse con un quemador de gas natural para el grado de utilidad de almacenamiento o con una masa de metal calentada. A medida que la recuperación suele ser más necesaria cuando las fuentes renovables están en reposo, el combustible tiene que ser quemado para compensar el calor malgastado.  Esto degrada la eficiencia del ciclo de recuperación de almacenamiento; y si bien este enfoque es relativamente simple, la quema de combustible aumenta el costo de la energía eléctrica recuperada y pone en peligro los beneficios ecológicos asociados con la mayoría de las fuentes de energía renovables.No obstante, esto es hasta ahora el único sistema que ha sido implementado comercialmente.
El McIntosh, Alabama CAES la planta requiere 2.5 MJ de electricidad y 1.2 MJ valor de calefacción más baja (LHV) de gasista para cada megajoule de producción de energía, correspondiendo a una eficacia de recuperación de la energía de aproximadamente 27%. Un General Electric 7FA 2x1 ciclo combinado planta, uno del más eficaz plantas gasistas naturales en operación, utiliza 6.6 MJ (LHV) de gasista por kW·h generó, una 54% eficacia térmica comparó al McIntosh 6.8 MJ, en 27% eficacia térmica.

### Isotermo
Métodos de compresión y expansión isotérmica intentan mantener la temperatura operativa por intercambio de calor constante al entorno. Son solo prácticos para niveles de bajos de energía, sin necesidad de intercambiadores muy eficaces. La eficacia teórica de almacenamiento de energía isoterma se acerca 100% para una perfecta transferencia de calor al entorno. En la práctica, ninguno de estos ciclos termodinámicos perfectos es obtenible, cuando algunas pérdidas de calor son inevitables.

### Cercano Isotermo
Cerca isotérmico (compresión y expansión) es un proceso en el que el aire comprimido está muy cerca de una gran masa térmica incompresible como una estructura absorbiendo y liberando calor (HARS) o agua pulverizada. Un HARS generalmente se compone de una serie de aletas paralelas. Cuando el aire está comprimido el calor de la compresión es rápidamente transferida a la masa térmica, por lo que la temperatura del gas se estabilice. Un circuito de enfriamiento externo es entonces utilizado para mantener la temperatura de la masa térmica.
La eficacia isotérmica (Z) es una medida de cuando el proceso se encuentra entre un proceso isotérmico y adiabático. Si la eficacia es 0%, entonces es totalmente adiabático; con una eficacia de 100%, es totalmente isotermo. Normalmente con un proceso isotermo cercano una eficacia de 90-95% puede ser esperado.

### Otro
Una implementación de isotermo CAES usos alto, medio y pistones de presión baja en serie, con cada etapa seguida por un airblast venturi bomba que sorteos aire ambiental sobre un aire-aire (agua de mar o aire) intercambiador de calor entre cada etapa de expansión. Primeros diseños de torpedo de aire comprimido utilizaron una aproximación similar, sustituyendo agua de mar por aire. El venturi calienta el agotar de la etapa de preceder y admite este precalentador de aire a la etapa siguiente. Esta aproximación era ampliamente adoptada en varios vehículos de aire comprimidos como H. K. Porter, los tranvías y locomotoras mineros del inc.  Aquí el calor de compresión es eficazmente almacenado en la atmósfera (o mar) y regresó más tarde encima.

## Compresores y expanders
La compresión puede ser hecha con eléctricamente powered turbo-compresores y expansión con turbo 'expanders' o motores de aire que conducen generadores eléctricos para producir electricidad.

## Almacenamiento
El sistema de almacenamiento de un CAES (Almacenamiento de Energía de Aire Comprimido) es uno de las características más interesantes de esta tecnología, y es estrictamente relacionado con su viabilidad económica, densidad de energía y flexibilidad. Hay unas cuantas categorías de barcos de almacenamiento del aire, basados en las condiciones termodinámicas del almacenamiento, y en la tecnología escogida:
1. Almacenamiento de Volumen constante (Solución mined cavernas, aboveground barcos, acuíferos, automotive aplicaciones, etc.)
2. Almacenamiento de Presión constante (barcos de presión Submarina, el híbrido Bombeó Hydro - Almacenamiento de Aire Comprimido)

### Almacenamiento de Volumen constante
Este sistema de almacenamiento utiliza un volumen (un cuarto o caverna) de paredes rígidas para almacenar grandes cantidades de aire.  Desde un punto de vista termodinámico el sistema se entiende como volumen constante y presión variable. Algo que puede causar problemas de operación en compresores y turbinas conectados. Las variaciones de presión tienen que ser mantenidas dentro de un límite seguro.
El barco de almacenamiento es a menudo una caverna subterránea creado por la solución minera (la sal está disuelta en agua para extracción) o por utilizar una mina abandonada; uso de formaciones de rock poroso(sacude cuáles tienen agujeros a través de qué líquidos o el aire puede pasar) como aquellos en qué embalses de gas natural están encontrados también ha sido estudiado.
En algunos casos también se probó una tubería en cota superficial como sistema de almacenamiento, proporcionando buenos resultados.

### Almacenamiento de Presión constante
En este caso el barco de almacenamiento está mantenido en una presión constante, mientras el gas está contenido en un barco de volumen variable. Muchos tipos de barco de almacenamiento han sido propuestos, pero las condiciones operativas siguen el mismo principio, el barco de almacenamiento es colocó centenares de los metros submarinos, la presión hidrostática de la columna de agua por encima del barco de almacenamiento deja para mantener la presión al nivel deseado.
Esta configuración deja a:
- Mejorar la densidad de energía del sistema de almacenamiento, porque todo el aire contuvo puede ser utilizado (la presión es constante en todas condiciones de cargo, llenos o vacíos, la presión es igual, así que la turbina no tiene ningún problema explotándolo, mientras con sistemas de volumen constante después de que un rato la presión va bajo un límite de seguridad y las necesidades de sistema para parar)
- Mejorar la eficacia del turbomachinery, el cual trabajará bajo condiciones de ensenada constante.
- Abre al uso de ubicaciones geográficas diferentes para el posicionamiento del CAES planta (líneas costeras, flotando plataformas, etc.)[13]

Por otro lado, el coste de este sistema de almacenamiento es más alto, debido a la necesidad de colocar el barco de almacenamiento en el fondo del embalse de agua escogido (a menudo el mar o el océano) y debido al coste del barco él.
Las plantas operan en un ciclo diario, embistiendo contra noche y liberando durante el día. Calentando del aire comprimido que utiliza gas natural o calor geotérmico para aumentar la cantidad de la energía que es extraído ha sido estudiado por el Pacific Noroeste Laboratorio Nacional
Almacenamiento de energía de aire comprimido también puede ser empleado en una escala más pequeña como explotado por coches de aire y aire-locomotoras conducidas, y también por el uso de carbono de fuerza alta-tanques de almacenamiento de aire de fibra. Aun así, para retener la energía almacenada en aire comprimido, este tanque tendría que ser thermally aislado del entorno; más, la energía almacenó huirá bajo la forma de calentar desde entonces comprimiendo el aire levanta su temperatura.

## Historia

### Transmisión
Ciudad-energía de aire comprimida ancha los sistemas han sido construidos desde entonces 1870. Ciudades como París, Francia; Birmingham, Inglaterra; Dresde, Rixdorf y Offenbach, Alemania y Buenos Aires, Argentina instaló tales sistemas. Victor Popp construyó los primeros sistemas a relojes de poder por enviar un pulso de airear cada minuto para cambiar sus armas de puntero. Ellos deprisa evolucionados para entregar poder a casas e industria. Tan de 1896, el sistema de París tuvo 2.2 MW de la generación distribuida en 550 kPa en 50 km de tubos de aire para motores en industria ligera y pesada.  El uso estuvo medido por metros.  Los sistemas eran la fuente principal de casa-energía entregada en aquellos días y también powered las máquinas de dentistas, costurera, imprimiendo instalaciones y panaderías.

### Almacenamiento
- 1978 @– La primera utilidad-escala almacenamiento de energía de aire comprimido el proyecto era el 290 megawatt Huntorf planta en Alemania que utiliza un domo de sal.
- 1991 @– Un 110 megawatt planta con una capacidad de 26 horas estuvo construida en McIntosh, Alabama (1991). La facilidad de Alabama  $65 millones de coste sale a $590 por kW de capacidad de generación y sobre $23 por kW-hr de capacidad de almacenamiento, utilizando un 19 millones de pie cúbico solución caverna minada de sal para almacenar aire en hasta 1100 psi.  A pesar de que la fase de compresión es aproximadamente 82% eficaz, la fase de expansión requiere combustión de gas natural en uno tercer el índice de una turbina gasista que produce la misma cantidad de electricidad.[16][17][18]
- Noviembre 2009 @– El Departamento de EE. UU. de premios de Energía $24.9 millones en emparejar fondos para realizar por etapas uno de un 300 MW, $356 millones Gasista Pacífico y Eléctrico CAES la instalación que utiliza una sal de formación de roca poroso se desarrolló cercas de Bakersfield en Kern Condado, California.  Los objetivos del proyecto son para construir y validar un diseño adelantado.[19]
- Diciembre, 2010 @– El Departamento de EE. UU. de Energía proporciona $29.4 millones en financiar para conducir trabajo preliminar en un 150 MW sal-basado CAES el proyecto que es desarrollado por EE. UU. de Iberdrola en Watkins Glen, Nueva York.  El objetivo es para incorporar tecnología de verja lista para equilibrar fuentes de energía intermitentes renovables.[19][20]
- Diciembre, 2012 @– la compresión General completa construcción de un 2 MW cercano-isotermo CAES proyecto en Gaines, TX; es de tercer mundo CAES proyecto. El proyecto No utiliza ningún combustible.[21]
- 2013 (proyectado) @– El primer adiabático CAES proyecto, un 200 megawatt la facilidad llamó ADELE, está planeado para construcción en Alemania. Este proyecto ha sido RETRASADO para no ser revelado por razones hasta que al menos 2016.[22]
- 2016 (proyectado) @– el ápice ha planeado un CAES planta para Anderson Condado, Texas para ir en línea en 2016.[23] Este proyecto ha sido RETRASADO y no irá a operación hasta julio de 2017[24]
- 2017 (proyectado) -Estrella eléctrica (Ltd) está planeando construir 40 MW 100% energía renovable planta piloto en Cheshire, Reino Unido, con 800 MWh capacidad de almacenamiento. "Esto sería 20 veces más grande que cualquier 100% de energía renovable CAES construyó tan lejos, representando un paso-cambio en la industria de almacenamiento." Según su sitio web.[25]
- 2025 @– Apertura del sistema CAES Nengchu-1 en China. El 9 de enero de 2025 comenzó a funcionar esta planta con una capacidad de almacenamiento de 300 MW.[26]

## Termodinámica de almacenamiento
Para conseguir un proceso reversible termodinámico cercano de modo que la mayoría de la energía está salvado en el sistema y puede ser recuperado, y las pérdidas están mantenidas insignificantes, un proceso isotermo reversible cercano o un isentropico el proceso está deseado.

### Almacenamiento isotermo
En un proceso de compresión isotermo, el gas en el sistema está mantenido en una temperatura constante por todas partes. Esto necesariamente requiere extracción de calor del gas, el cual de otra forma experimentaría un aumento de temperatura debido a la energía aquello ha sido añadido al gas por el compresor. Esto calienta la extracción puede ser conseguida por intercambiadores de calor (intercooling) entre etapas subsiguientes en el compresor. Para evitar energía malgastada, el intercoolers tiene que ser optimizado para transferencia de calor alto y gota de presión baja. Naturalmente esto es solo una aproximación a una compresión isoterma, desde la calefacción y la compresión ocurre en fases discretas. Algunos compresores más pequeños pueden aproximar compresión isoterma incluso sin intercooling, debido a la proporción relativamente alta de área de superficie a volumen del cuarto de compresión y la mejora resultante en disipación de calor del cuerpo de compresor él.
Para obtener un proceso de almacenamiento isotermo perfecto, el proceso tiene que ser reversible. Esto requiere que la transferencia de calor entre el entorno y el gas ocurren sobre una diferencia de temperatura infinitesimal pequeña. En aquel caso,  hay no pérdida de energía en el proceso de transferencia del calor, y así que el trabajo de compresión puede ser completamente recuperado tan trabajo de expansión: 100% eficacia de almacenamiento. sin embargo, en la práctica siempre existe una diferencia de temperatura en cualquier proceso de transferencia del calor, por lo que la eficiencia energética del proceso comienza a disminuir con cada diferencia en cada proceso, esto implica que la eficiencia final del almacenamiento será inferior al 100%.
Para estimar el trabajo/de expansión de la compresión en un proceso isotermo,  pueda ser supuesto que el aire comprimido obedece la ley gasista ideal,
De un proceso de un estado inicial Un a un final estatal B, con constante de temperatura absoluta, uno encuentra el trabajo requerido para compresión (negativo) o hecho por la expansión (positivo), para ser{\displaystyle T=T_{A}=T_{B}}
,{\displaystyle {\begin{aligned}W_{A\to B}&=\int _{V_{A}}^{V_{B}}pdV=\int _{V_{A}}^{V_{B}}{\frac {nRT}{V}}dV=nRT\int _{V_{A}}^{V_{B}}{\frac {1}{V}}dV\\&=nRT(\ln {V_{B}}-\ln {V_{A}})=nRT\ln {\frac {V_{B}}{V_{A}}}=nRT\ln {\frac {p_{A}}{p_{B}}}=p_{A}V_{A}\ln {\frac {p_{A}}{p_{B}}}\\\end{aligned}}}
Dónde , y tan, .{\displaystyle pV=p_{A}V_{A}=p_{B}V_{B}}{\displaystyle {\frac {V_{B}}{V_{A}}}={\frac {p_{A}}{p_{B}}}} Aquí,  es la presión absoluta,
es el volumen del barco,  es la cantidad de sustancia de gasista (mol) y es la constante gasista ideal.{\displaystyle p}{\displaystyle V}{\displaystyle n}{\displaystyle R}
Ejemplo
Cuánta energía puede ser almacenada en un 1 bar (0,1 MPa) m³ barco de almacenamiento en una presión de 70 barras (7.0 MPa), si la presión ambiental es 1 barra  (0.10 MPa). En este caso, el trabajo de proceso es
= 7.0 MPa × 1 m³ × ln(0.1 MPa/7.0 MPa) = -29.7 MJ (equivalently 8.25 kWh).{\displaystyle W=p_{B}v_{B}\ln {\frac {p_{A}}{p_{B}}}}
La señal negativa significa que el trabajo está hecho en el gas por el entorno. Irreversibilidades de proceso (como en transferencia de calor) resultará en menos energía siendo recuperado del proceso de expansión que está requerido para el proceso de compresión. Si el entorno es en una temperatura constante, por ejemplo, la resistencia térmica en el intercoolers significará que la compresión ocurre en una temperatura un poco más alta que la temperatura ambiental, y la expansión ocurrirá en una temperatura un poco más baja que temperatura ambiental. Así que un sistema de almacenamiento isotermo perfecto es imposible de conseguir.

### Adiabático (isentrópico) almacenamiento
Un proceso adiabático es un dónde hay ninguna transferencia de calor entre el fluido y el entorno: el sistema es insulated en contra transferencia de calor. Si el proceso es además internamente reversible (liso, lento y frictionless, al límite ideal) entonces además sea isentropico.
Un sistema de almacenamiento adiabático hace fuera con el intercooling durante el proceso de compresión, y sencillamente deja el gasista de calentar arriba durante compresión, y así mismo para enfriar abajo durante expansión. Esto es atractivo, desde las pérdidas de energía asociaron con la transferencia de calor está evitada, pero el downside es que el barco de almacenamiento tiene que ser insulated en contra pérdida de calor. Lo También tendría que ser mencionado que turbinas y compresores reales no son isentropic, pero en cambio tener un isentropico con una eficacia de alrededor del 85%, con el resultado que ronda-eficacia de almacenamiento del viaje para sistemas adiabáticos es también considerablemente menos de perfecto.

### Termodinámica de sistema de almacenamiento grande
Sistemas de almacenamiento de la energía a menudo utilizan cavernas subterráneas grandes. Esto es el diseño de sistema preferido , debido al volumen muy grande, y por ello la cantidad grande de energía que puede ser almacenado con único un cambio de presión pequeño. El espacio de caverna puede ser fácilmente insulated, comprimido adiabatically con cambio de temperatura pequeña (acercándose un sistema isotermo reversible) y pérdida de calor (acercándose un isentropic sistema). Esta ventaja es además del coste bajo de construir el sistema de almacenamiento gasista, utilizando las paredes subterráneas para asistir en contener la presión.
Recientemente ha habido desarrollado undersea insulated bolsas de aire, con propiedades termodinámicas similares a almacenamiento de caverna subterráneo grande.

## Constreñimientos prácticos en transporte
Para almacenamiento de aire del uso en vehículos o aeronave para aire o tierra prácticos transporte, el sistema de almacenamiento de la energía tiene que ser compacto y ligero. Densidad de energía y la energía concreta son la ingeniería denomina aquello define estos desearon calidades.

### Energía concreta, densidad de energía y eficacia
Tan explicado en la termodinámica de sección de almacenamiento gasista encima, comprimiendo el aire lo calienta y expandiendo lo enfríe. Por tanto, motores de aire práctico requieren intercambiadores de calor para evitar excesivamente alto o temperaturas bajas y aun así no logra condiciones de temperatura constantes ideales, o ideales térmicos insulation.
No obstante, cuando declaró encima,  es útil de describir la energía máxima storable utilizando el caso isotermo, el cual sale a aproximadamente 100 kJ/m3 [ ln(PA/PB)].
Así si 1.0 m³ del aire ambiental es muy despacio comprimido a una 5 L botella en 20 MPa (200 barra), la energía potencial almacenó es 530 kJ. Un aire altamente eficaz el motor puede transferir esto a kinetic energía si corre muy despacio y dirige expandir el aire de su inicial 20 MPa presión abajo a 100 kPa (la botella completamente "vacía" en presión ambiental). Consiguiendo la eficacia alta es un reto técnico ambos debido a pérdida de calor al ambiental y a unrecoverable calor gasista interno. Si la botella encima es emptied a 1 MPa, el extractable la energía es aproximadamente 300 kJ en el fuste de motor.
Un estándar 20 MPa, 5 L acero la botella tiene una masa de 7.5 kg, un superior un 5 kg. Alto-tensile fibras de fuerza como carbono-fibra o Kevlar puede pesar abajo 2 kg en esta medida, compatible con los códigos de seguridad legales. Uno metro cúbico de aire en 20 °C tiene una masa de 1.204 kg en presión y temperatura estándares. Así, las energías concretas teóricas son de aproximadamente 70 kJ/kg en el fuste de motor para una botella de acero sencilla a 180 kJ/kg para una fibra adelantada-herir uno, mientras que práctico achievable las energías concretas para los mismos contenedores serían de 40 a 100 kJ/kg.

### Comparación con baterías
Fibra adelantada-reforzó las botellas son comparables al ser recargables, ventaja-batería de ácido en plazos de densidad de energía. Las baterías proporcionan casi voltaje constante sobre su nivel de cargo entero, mientras que la presión varía mucho mientras utilizando un barco de presión de lleno a vacío.  Técnicamente está desafiando para diseñar motores de aire para mantener eficacia alta y poder suficiente sobre una gama ancha de presiones. El aire comprimido puede transferir poder en muy alto flux índices, el cual conoce la aceleración principal y deceleration objetivos de sistemas de transporte, particularmente para vehículos híbridos.
Sistemas de aire comprimido tienen ventajas sobre las baterías convencionales que incluyen más largos lifetimes de barcos de presión y toxicidad material más baja. Diseños de batería más nueva como aquellos basados encima química de Fosfato de Hierro de Litio adolece tampoco de estos problemas. Costes de aire comprimido son potencialmente más bajos; presión adelantada aun así los barcos son costosos de desarrollar y seguridad-prueba y actualmente es más caro que produjo en masa baterías.
Tan con tecnología de almacenamiento eléctrico, el aire comprimido es solo tan "limpio" como la fuente de la energía que almacena. Valoración de ciclo de la vida dirige la cuestión de emisiones globales de una tecnología de almacenamiento de energía dada combinada con una mezcla dada de generación en una verja de poder.

### Seguridad
Tan con más tecnologías, el aire comprimido tiene preocupaciones de seguridad, principalmente tanque catastrófico rupture. Códigos de seguridad hacen esto una ocurrencia rara en el coste de peso más alto y características de seguridad adicional como válvulas de alivio de la presión. Los códigos pueden limitar la presión laborable legal a menos de 40% del rupture presión para botellas de acero (factor de seguridad de 2.5), y menos de 20% para fibra-botellas de herida (factor de seguridad de 5).  Los diseños comerciales adoptan la ISO 11439 estándar. Botellas de presión alta son bastante fuertes de modo que ellos generalmente no rupture en accidentes de vehículo.

## Aplicaciones de vehículo

### Historia
Motores de aire han sido utilizados desde el siglo XIX a locomotoras de mina del poder, bombas, @drill y tranvías, vía centralizados, ciudad-nivel, distribución. Los autos de carreras usan aire comprimido para empezar su motor de combustión interno (HIELO), y motores de Diésel grande pueden tener empezar motores neumáticos.

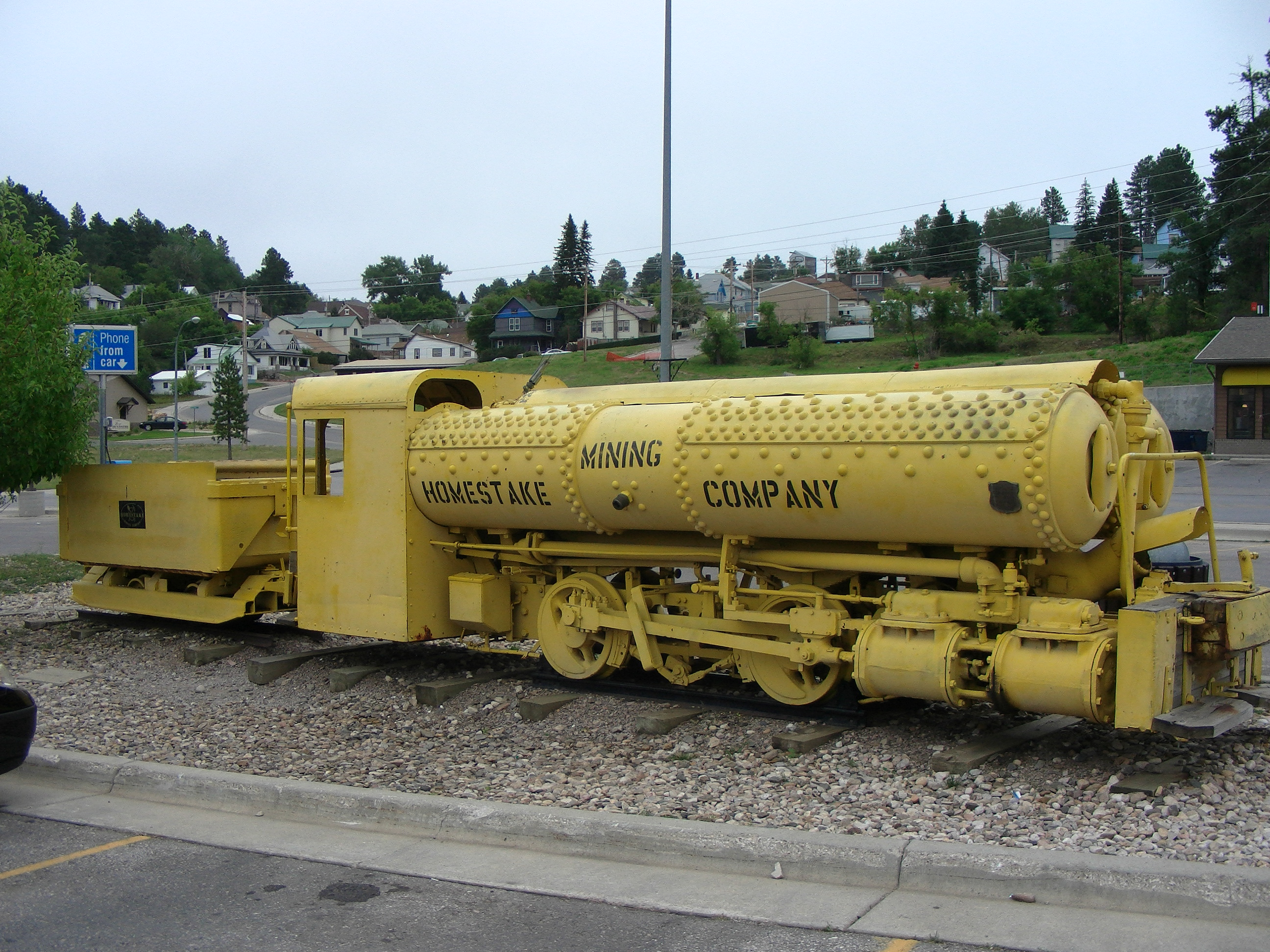
Una locomotora de aire comprimida por H. K. Porter, Inc., en uso en el Homestake Mina entre 1928 y 1961.

### Motor
Un motor de aire comprimido utiliza la expansión de aire comprimido para conducir los pistones de un motor, vuelta el eje, o para conducir una turbina.
- Una turbina de expansión continua en eficacia alta
- Etapas de expansión múltiple
- Uso de calor de residuos, notablemente en un diseño de motor de calor híbrido
- Uso de calor medioambiental

Un arreglo altamente eficaz usos alto, medio y pistones de presión baja en serie, con cada etapa seguida por un airblast venturi que sorteos aire ambiental sobre un intercambiador de calor aire-aire. Esto calienta el agotar de la etapa de preceder y admite este preheated aire a la etapa siguiente. El solo agotar el gas de cada etapa pasa frío airear cuáles pueden ser tan fríos cuando −15 °C (5 °F); el aire frío puede ser utilizado para airea condicionar en un coche.
El calor adicional puede ser suministrado por combustible en llamas cuando en 1904 para Whitehead torpedoes.  Esto mejora la gama y acelerar disponible para un volumen de tanque dado en el coste del combustible adicional.

#### Coches
Desde entonces aproximadamente 1990 varias compañías han reclamado para ser desarrollando coches de aire comprimido, pero ninguno es disponible. Típicamente el principal reclamó las ventajas son: ningún roadside contaminación, abajo costado, uso de aceite de cocina para lubricación, y condicionante de aire integrado.
El tiempo requirió a recambio un tanque agotado es importante para aplicaciones de vehículo. "Movimientos de transferencia" del volumen pre-aire comprimido de un stationary tanque al tanque de vehículo casi instantáneamente. Alternativamente, un stationary o encima-compresor de tablero puede comprimir aire encima demanda, posiblemente requiriendo varias horas.

#### Vehículos híbridos
Mientras el sistema de almacenamiento del aire ofrece un poder relativamente bajo densidad y gama de vehículo, su eficacia alta es atractiva para vehículos híbridos que uso un motor de combustión interno convencional como fuente de poder principal. El almacenamiento de aire puede ser utilizado para frenando regenerativo y para optimizar el ciclo del motor de pistón qué no es igualmente eficaz en absoluto poder/RPM niveles.
Bosch Y PSA Peugeot Citroën ha desarrollado un sistema híbrido que uso hydraulics como manera de transferir energía a y de un tanque de nitrógeno comprimido. Un hasta 45% reducción en consumo de combustible está reclamada, correspondiendo a 2.9l/100 km (81 mpg, 69 CO2 de g/km) en el NEDC ciclo para un marco compacto como Peugeot 208. El sistema está reclamado para ser mucho más asequible que compitiendo eléctrico y flywheel KERS sistemas y está esperado encima coches de carretera por 2016.

## Tipos de sistemas

### Sistemas híbridos
Motores Brayton de ciclo comprimen y arrojan aire de calor con un combustible propio para un motor de combustión interno. Por ejemplo, gas natural o biogás calor aire comprimido, y entonces un motor de turbina gasista convencional o la porción trasera de un motor de jet lo expande para producir trabajo.
Motores de aire comprimido pueden recharge una batería eléctrica. El aparentemente difunto promovió suenergía Pne-PHEV o Tapón Neumático-en Vehículo Eléctrico Híbrido-sistema.[cita requerida]

#### Existiendo sistemas híbridos
Huntorf, Alemania en 1978, y McIntosh, Alabama, EE. UU. en 1991 encargó plantas de poder híbrido. Ambos sistemas utilizan fuera-energía de cumbre para compresión de aire y quemar gas natural en el aire comprimido durante el poder que genera fase.

#### Sistemas híbridos futuros
El Iowa Almacenó Parque de Energía (ISEP) utilizará almacenamiento de acuífero más que almacenamiento de caverna. El cubicaje de agua en los resultados de acuífero en control de la presión de aire por la presión hidrostática constante del agua. Un portavoz para ISEP reclamaciones, " puedes optimizar vuestro equipamiento para eficacia mejor si tienes una presión constante." Producción de poder del McIntosh y sistemas de Iowa es en la gama de 2@–300 MW.
Las instalaciones adicionales son debajo desarrollo en Norton, Ohio. FirstEnergy, un Akron, Ohio utilidad eléctrica derechos de desarrollo obtenido al 2,700 MW Norton proyecto en noviembre de 2009.

### Lago o almacenamiento de océano
Agua profunda en los lagos y el océano pueden proporcionar presión sin requerir alto-barcos de presión o perforando a cavernas de sal o acuíferos. El aire va a contenedores económicos , flexibles como bolsas plásticas abajo en lagos profundos o fuera costas de mar con gota empinada-offs. Los obstáculos incluyen el número limitado de ubicaciones adecuadas y la necesidad para tuberías de presión alta entre la superficie y los contenedores. Desde los contenedores serían muy económicos, la necesidad para presión grande (y profundidad grande) no puede ser tan importante. Un beneficio clave de sistemas construyó en este concepto es que cargo y presiones de caudal son una función constante de profundidad. Carnot Las ineficacias así pueden ser reducidas en la planta de poder. Carnot La eficacia puede ser aumentada por utilizar caudal y cargo múltiples etapas y utilizando fregaderos y puntos de calor económicos como agua fría de ríos o agua caliente de solar ponds. Idealmente, el sistema tiene que ser muy listo—por ejemplo, por enfriar aire antes de bombear encima días de verano. Lo Tiene que ser engineered para evitar ineficacia, como cambios de presión despilfarra causaron por inadecuados canalizando diámetro.
Una solución casi isobárica es posible si el gas comprimido suele paseo un sistema hidroeléctrico. Aun así, esta solución requiere tanques de presión grande localizaron encima tierra (así como las bolsas de aire submarinas). También, gas de hidrógeno es el fluido preferido, dado que otros gases adolecen presiones hidrostáticas sustanciales e incluso relativamente profundidades modestas (como 500 metros).
E.on, uno del poder principal de Europa y compañías gasistas, ha proporcionado €1.4 millones (£1.1 millones) en financiar para desarrollar undersea bolsas de almacenamiento del aire. Hydrostor En Canadá está desarrollando un sistema comercial de acumuladores de almacenamiento "submarino" para almacenamiento de energía de aire comprimido, empezando en el 1 a 4 MW escala.
Hay un plan para algún tipo de almacenamiento de energía de aire comprimido en undersea cuevas por Irlanda del Norte.

### Cercano Isotermo

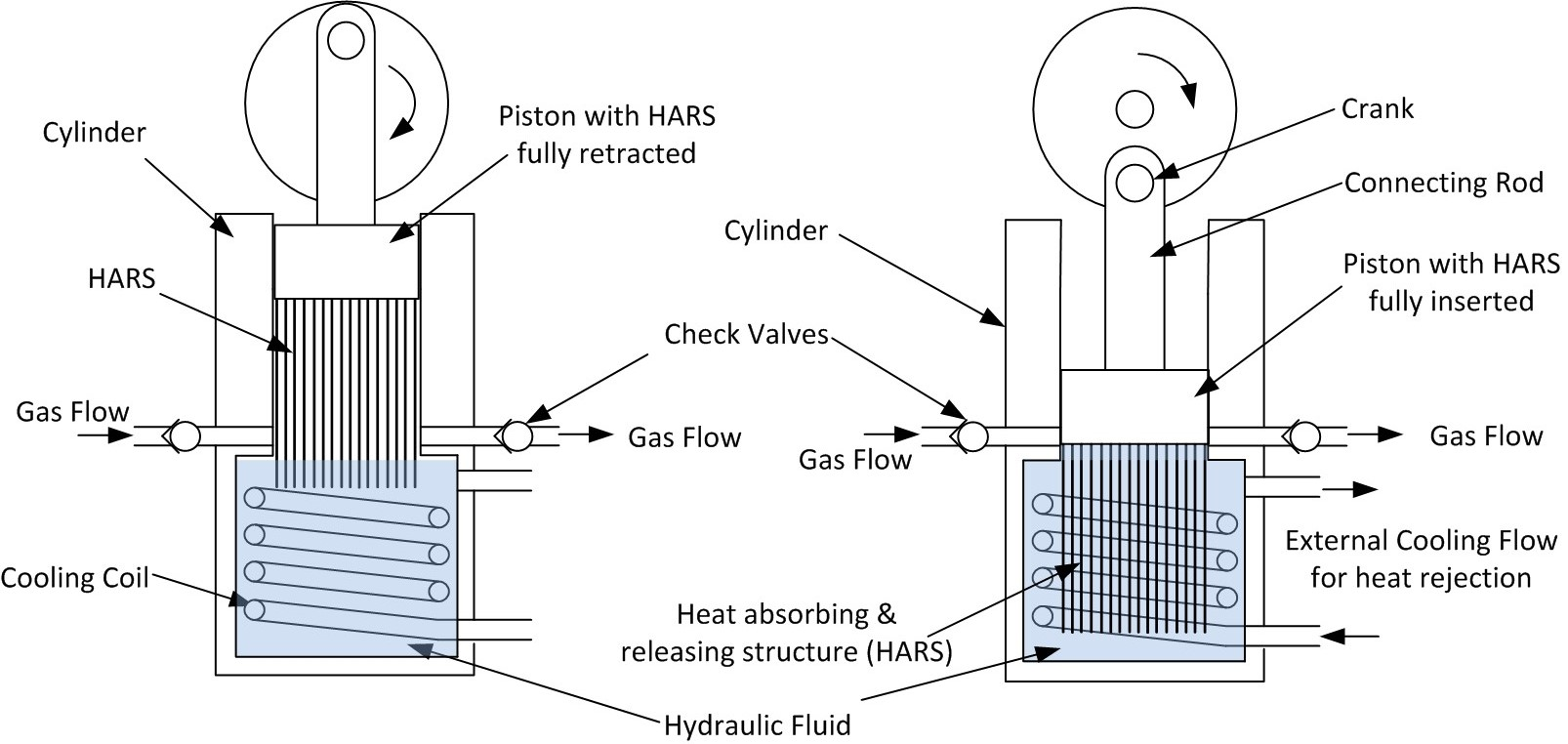
Vistas esquemáticas de un compresor isotermo cercano y expander. Vista dejada con pistón plenamente retracted vista correcta con el pistón plenamente insertó.

Un número de los métodos de compresión isoterma cercana están siendo desarrolló. La mecánica de fluidos tiene un sistema con un calor que absorbe y liberando estructura (HARS) sujetó a un reciprocating pistón. La vela ligera inyecta un espray de agua a un reciprocating cilindro. SustainX Utilizar una mezcla de espuma de agua de aire dentro de un compresor. Todos estos sistemas aseguran que el aire está comprimido con alta difusividad térmica comparó a la velocidad de compresión. 
Típicamente estos compresores pueden correr en solicita a 1000 rpm. Para asegurar alto térmico diffusivity la distancia mediana una molécula gasista es de un calor que absorbe la superficie es aproximadamente 0.5mm. 
Estos los compresores isotermos cercanos también pueden ser utilizados como cercanos isotermos expanders y está siendo desarrollado para mejorar la eficacia de viaje de la ronda de CASO.